# Sale doppio

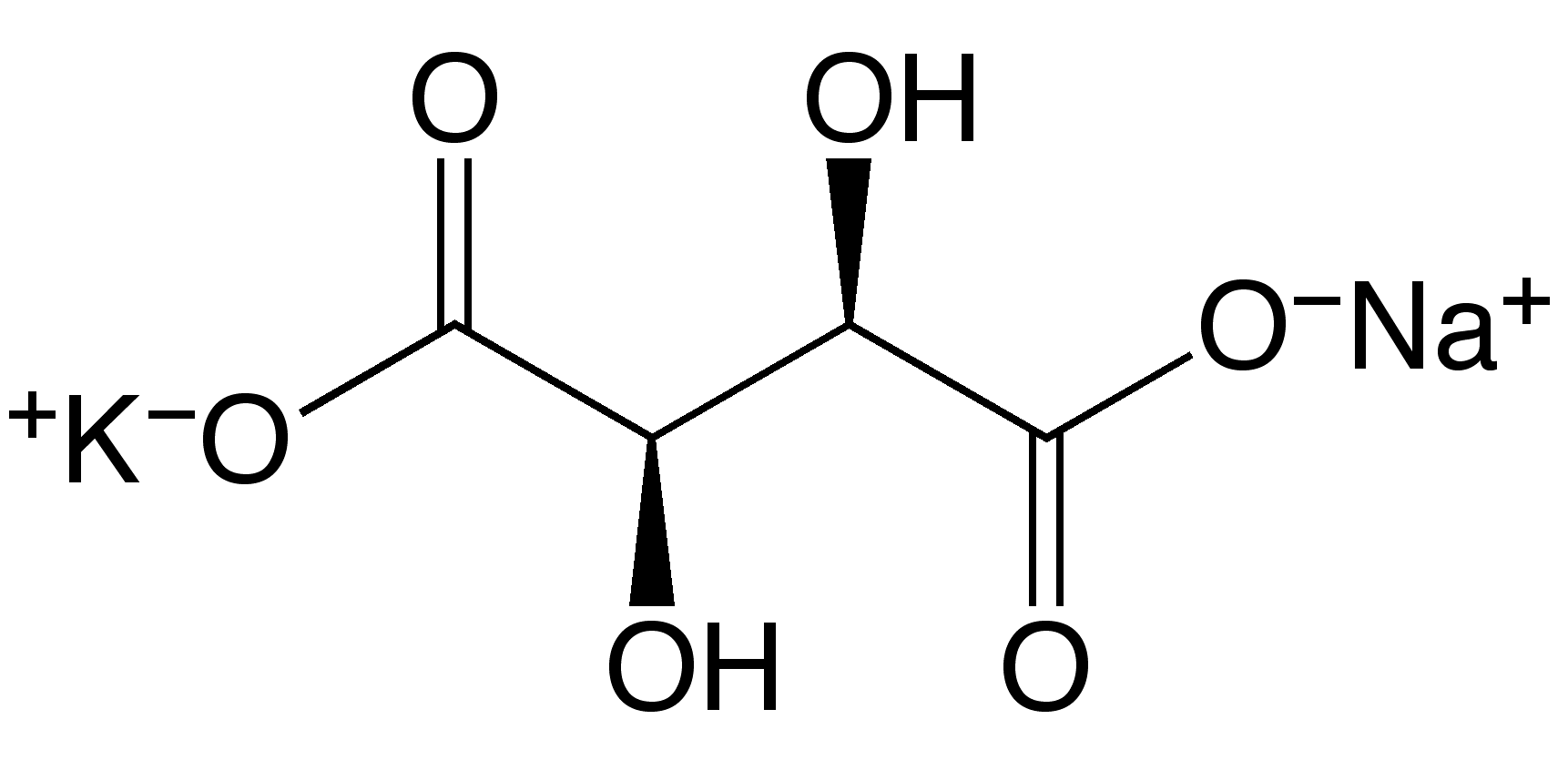
Struttura del tartrato di sodio e potassio.

Un sale doppio è il prodotto dell'unione di due sali semplici aventi l'anione in comune e il catione diverso, o, più raramente, il contrario.
Molto raramente si possono incontrare sali doppi aventi sia l'anione, sia il catione diversi.

## Esempi
Esempi di sale doppio sono:
- il tartrato di sodio e potassio
- la serie degli allumi, caratterizzati dalla formula generale MIMIII(SO4)2•12H2O
- i cosiddetti sali di Tutton, molti dei quali sono caratterizzati dalla formula generale MI2MII(SO4)2•6H2O
- la alstonite
- la carnallite

## Riconoscimento
I sali doppi, contrariamente ai sali complessi, si dissociano in soluzione in modo esattamente uguale a come farebbero i sali semplici che lo compongono. Più semplicemente i sali doppi sono riconoscibili in quanto hanno due metalli.
Ad esempio, il potassio magnesio solfato, si dissocia in questo modo:
{\displaystyle {\ce {K2Mg(SO4)2 -> 2K+ + Mg^2+ + 2SO4^2-}}}
esattamente come se si solubilizzassero il solfato di potassio ed il solfato di magnesio:
{\displaystyle {\ce {K2SO4 -> 2K+ + SO4^2-}}}
{\displaystyle {\ce {MgSO4 -> Mg^2+ + SO4^2-}}}
come si può notare, in questo caso l'anione SO42− è in comune, mentre sono presenti due cationi, il potassio ed il magnesio.